# Borboropactus silvicola
Borboropactus silvicola es una especie de araña cangrejo del género Borboropactus, familia Thomisidae. Fue descrita científicamente por Reginald Frederick Lawrence en 1938.

## Distribución
Esta especie se encuentra en Sudáfrica.